# إبراهيم الدوي
إبراهيم يوسف الدوي، من مواليد 22 يناير 1945، حكم كرة قدم بحريني دولي سابق.
كان يلعب كرة طائرة في نادي الحالة البحريني في الستينات من القرن العشرين.
وقد حكم في كأس الخليج 1972، وأدار مباراة منتخب الكويت لكرة القدم ومنتخب الإمارات لكرة القدم في تاريخ 22 مارس 1972، وفي 25 مارس 1972 أدار مباراة منتخب الكويت لكرة القدم ومنتخب قطر لكرة القدم، وقد حكم في كأس الخليج 1979، وقد أدار مباراة منتخب السعودية لكرة القدم ومنتخب الإمارات لكرة القدم في 24 مارس 1979، وقد أدار مباراة منتخب العراق لكرة القدم ومنتخب السعودية لكرة القدم في 8 ابريل 1979.
وقد حكم في كأس العالم لكرة القدم 1982. وهو أول حكم خليجي يحكم في كأس العالم ..
وقد مثل البحرين في اللجنة الفنية لدورات الخليج في كأس الخليج 1986 في البحرين وكأس الخليج 1988 في السعودية.
وقد أعطى الدوي اللاعب البرازيلي بيليه إنذاراً اصفراً عندما لعب مباراة ودية في البحرين عام 1973، في المباراة التي انتهت بفوز فريق سانتوس البرازيلي بسبعة أهداف مقابل هدف واحد لمنتخب البحرين.

## روابط خارجية
- إبراهيم الدوي على موقع Soccerway.com (الإنجليزية)